# Памятник лабораторной мыши
Памятник лабораторной мыши — памятник в новосибирском Академгородке, расположен в сквере около Института цитологии и генетики (ИЦиГ) Сибирского отделения РАН. Памятник открыт 1 июля 2013 года, открытие приурочено к 120-летию Новосибирска. По словам директора института академика Николая Колчанова, памятник символизирует благодарность животному за то, что человечество имеет возможность использовать мышей для изучения генов животных, молекулярных и физических механизмов заболеваний, разработки новых лекарств.

## Описание памятника
Памятник представляет собой лабораторную мышь в сдвинутых на кончик носа очках, она сидит на гранитном постаменте. В лапках у мыши спицы, она вяжет двойную спираль ДНК. Высота бронзовой фигурки мыши — 70 см, общая высота памятника с постаментом — 2,5 метра. Выходящая из-под спиц мыши спираль является левозакрученной (так называемая Z-форма), тогда как основные формы ДНК — правозакрученные.

## История создания
Первый камень в основание памятника был заложен 1 июня 2013 года в честь 55-летия со дня основания Института цитологии и генетики.
Над образом мыши работал новосибирский художник Андрей Харкевич, который создал больше десяти эскизов. Среди разных вариантов классического и стилизованного изображения животного была выбрана мышка, вяжущая на спицах спираль ДНК.
«Здесь сочетаются образы лабораторной мыши и учёного, потому что они связаны между собой и служат одному делу. Мышь запечатлена в момент научного открытия. Если всмотреться в её взгляд, можно увидеть, что эта мышка уже что-то придумала. Но вся симфония научного открытия, радость, „эврика!“ ещё не зазвучали». Андрей Харкевич 
Скульптор Алексей Агриколянский, воплотивший идею в жизнь, признался, что сделать это было нелегко, поскольку мышь — это все-таки не человек, и для неё нужно было придумывать эмоции, характер, найти нечто среднее между мультипликационным персонажем и настоящей мышью, соблюсти её анатомические параметры.
Скульптура отлита из бронзы в Томске мастером Максимом Петровым.
Техническим директором проекта благоустройства территории был заместитель директора ИЦиГ СО РАН Сергей Лаврюшев.
Скульптура установлена Институтом цитологии и генетики СО РАН при финансовом участии ЗАО «Медико-биологический союз» и ООО «Диаэм».

## Популярность
В 2013 году проект, связанный с PR-стратегией по продвижению памятника «Мышь, вяжущая ДНК», стал победителем регионального этапа Национальной премии в области развития общественных связей Серебряный лучник — Сибирь Архивная копия от 19 марта 2017 на Wayback Machine. В 2014 году участвовал в финале федерального этапа конкурса Архивная копия от 19 марта 2017 на Wayback Machine в номинации «Лучший проект в области продвижения технологий будущего».
В эфире программы Первого канала «Поле чудес» от 15 апреля 2016 года прозвучал вопрос про памятник.